# Kienehoef
De Kienehoef of Arbeid's Lust is een landgoed ten noordwesten van Sint-Oedenrode dat vernoemd is naar een zekere Jacob Kien, telg uit een belangrijke bestuurdersfamilie.

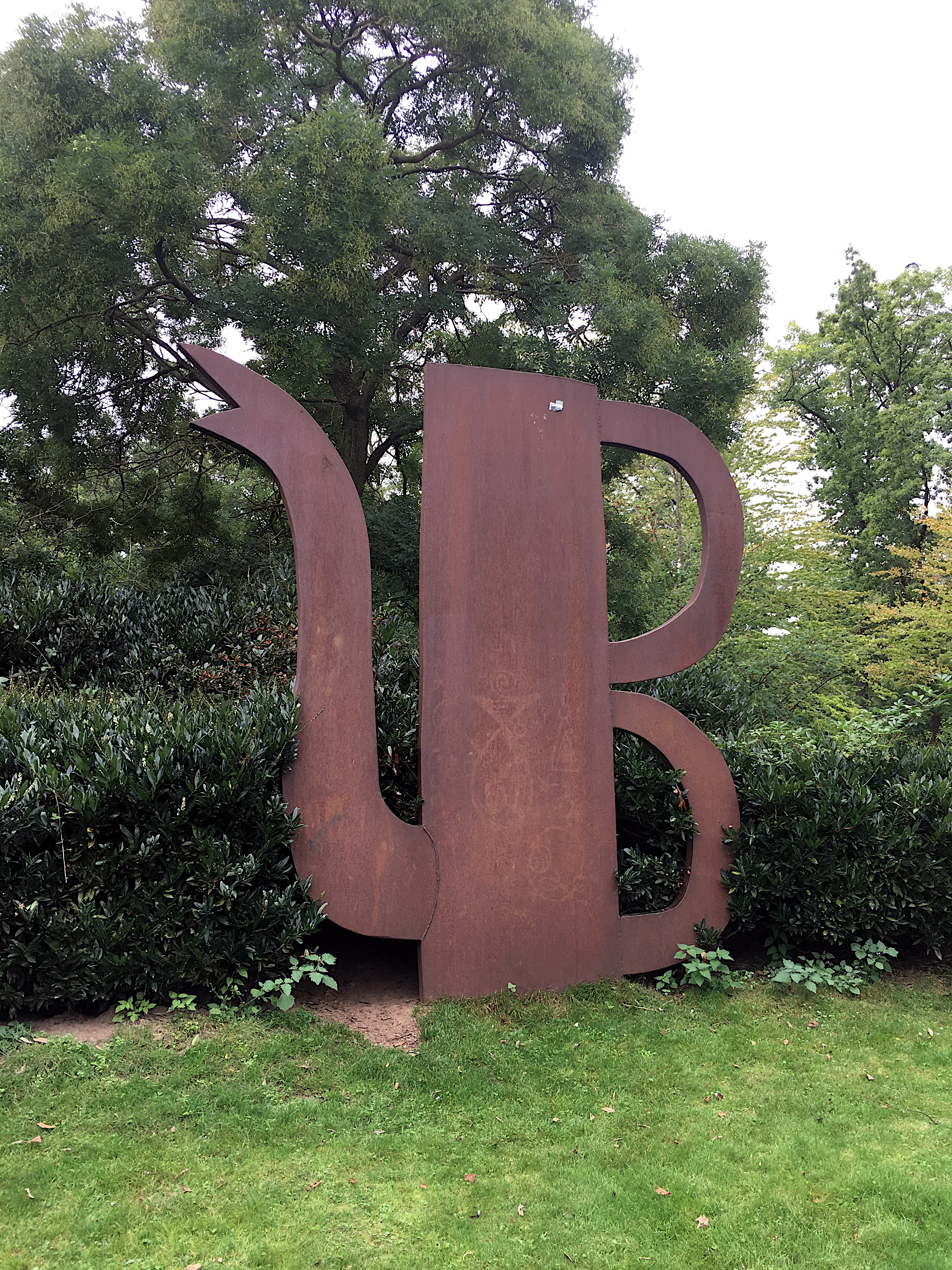
beeld van Klaas Gubbels in park de Kienehoef

Deze was van 1763-1775 stadhouder van Peelland. Hij misbruikte zijn functie om stukken grond te bemachtigen, zoals enkele heidekampen (geïsoleerde akkerpercelen) op de Schijndelse Heide. Deze vormden de kern van een landgoed dat Arbeid's Lust heette, om aan te geven dat deze grond enkel door middel van noeste arbeid enig profijt kon opleveren. Er werd een landgoed ingericht, een boerderij gebouwd en later ook een heerschapshuis, wat een zomerverblijf was.
Omstreeks 1850 werd een nieuwe hoeve gebouwd die in 1930 werd gemoderniseerd. In 1900 werd een woonhuis gebouwd. De eigenaar van de boerderij ging failliet in 1934 waarna de gemeente Sint-Oedenrode de grond kocht. Deze werd in delen verkocht, maar een deel bleef van de gemeente en werd omgevormd tot een recreatiepark. Hier vindt men een fraai wandelbos, een vijver, een parkaanleg en een kinderboerderij. In de omgeving van dit park is een kampeerterrein te vinden.
De toegangspoort tot de hoeve werd tijdens de gevechten van september 1944 vernield en is in 2005 gereconstrueerd.